# Laboulbenia

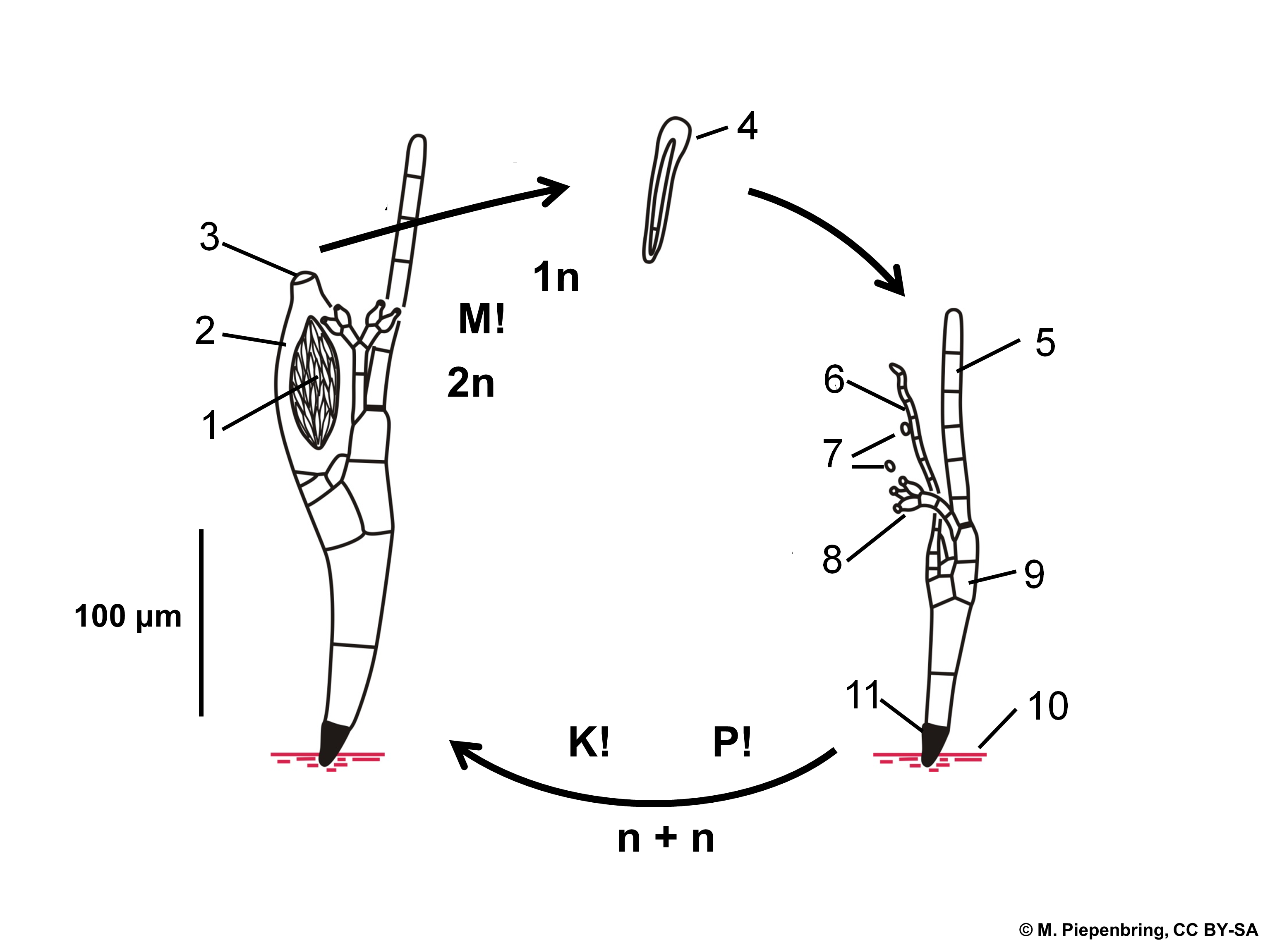
Cykl rozwojowy Laboulbenia: 1 – worek, 2 – ściana, 3 – ostiolum, 4 – askospora, 5 – wyrostek, 6 – włostek, 7 – spermacja, 8 – plemnia, 9 – receptaculum, 10 – oskórek stawonoga, 11 – stopa ze ssawką

Laboulbenia Mont. & C.P. Robin – rodzaj grzybów z rzędu owadorostowców (Laboulbeniaceae). Pasożyty stawonogów, głównie owadów (grzyby entomopatogeniczne).

## Charakterystyka
Pasożyty zewnętrzne. Ich żywicielami wśród owadów są zwłaszcza chrząszcze (Coleoptera) i błonkoskrzydłe (Diptera). Poza owadami nieliczne gatunki pasożytują na roztoczach (Acarina) i dwuparcach (Diplopoda). Przedstawiciele tego rodzaju wykazują dość wysoki poziom specyficzności żywiciela. Żywicielom wyrządzają niewielkie szkody.
Plecha grzyba rozwija się na zewnątrz ciała żywiciela. Wytwarza ssawkę wnikającą do jego ciała. Ssawka przebija oskórek stawonoga i pobiera składniki pokarmowe z jego hemolimfy. Na zewnątrz ciała stawonoga na plesze w perytecjach wytwarza zarodniki (askospory). Są wrzecionowate, dwukomórkowe, przy czym jedna z komórek jest mniejsza, a cała askospora otoczona jest galaretowatą powłoką. Najczęściej przenoszą się one na nowego żywiciela podczas kopulacji owadów.

## Systematyka i nazewnictwo
Pozycja w klasyfikacji według Index Fungorum: Laboulbenia, Laboulbeniaceae, Laboulbeniales, Laboulbeniomycetidae, Laboulbeniomycetes, Pezizomycotina, Ascomycota, Fungi.
Takson ten w 1853 r. utworzyli Jean Pierre François Camille Montagne i Charles Philippe Robin. Synonimy:
- Ceraiomyces Thaxt. 1900
- Eumisgomyces Speg. 1912
- Laboulbeniella Speg. 1912
- Schizolaboulbenia Middelh. 1957
- Thaxteria Giard 1892

Gatunki występujące w Polsce:
Według Index Fungorum bazującego na Dictionary of the Fungi do rodzaju Laboulbenia należy około 600 gatunków. W Polsce do 2003 r. podano następujące gatunki:

- Laboulbenia acupalpi Speg. 1915
- Laboulbenia anaplogenii Thaxt. 1899
- Laboulbenia argutoris Cépède & F. Picard 1909
- Laboulbenia atlantica Thaxt. 1902
- Laboulbenia aubryi Balazuc 1979
- Laboulbenia barbara Middelh. & Boelens 1943
- Laboulbenia benjaminii Balazuc ex Santam. 1998
- Laboulbenia biondii W. Rossi & Cesari 1979
- Laboulbenia calathi T. Majewski 1994
- Laboulbenia carelica Huldén 1983
- Laboulbenia casnoniae Thaxt. 1891
- Laboulbenia clivinalis Thaxt. 1899
- Laboulbenia collae T. Majewski 1994
- Laboulbenia coneglanensis Speg. 1914
- Laboulbenia cornuta Thaxt. 1895
- Laboulbenia corylophi Scheloske 1969
- Laboulbenia cristata Thaxt. 1893
- Laboulbenia curtipes Thaxt. 1892
- Laboulbenia dubia Thaxt. 1902
- Laboulbenia egens Speg. 1918
- Laboulbenia elaphri Speg. 1915
- Laboulbenia elaphricola Siemaszko 1928
- Laboulbenia etrusca Speg. 1914
- Laboulbenia eubradycelli Huldén 1985
- Laboulbenia fasciculata Peyr. 1873
- Laboulbenia fennica Huldén 1983
- Laboulbenia filifera Thaxt. 1893
- Laboulbenia flagellata Peyr. 1873
- Laboulbenia gyrinicola Speg. 1914
- Laboulbenia inflata Thaxt. 1892
- Laboulbenia kajanensis Huldén 1983
- Laboulbenia lecoareri (Balazuc) Huldén 1985
- Laboulbenia leisti J. Siemaszko & Siemaszko 1928
- Laboulbenia luxurians Peyr. 1873
- Laboulbenia manubriolata Thaxt. 1915
- Laboulbenia melanaria Thaxt. 1899
- Laboulbenia murmanica Huldén 1983
- Laboulbenia nana Sugiy. 1973
- Laboulbenia notiophili Cépède & F. Picard 1909
- Laboulbenia olistopi Speg. 1914
- Laboulbenia oodiphila Huldén 1983
- Laboulbenia ophoni Thaxt. 1899
- Laboulbenia patrata Speg. 1915
- Laboulbenia paupercula Thaxt. 1891
- Laboulbenia pedicellata Thaxt. 1892
- Laboulbenia philonthi Thaxt. 1893
- Laboulbenia polyphaga Thaxt. 1893
- Laboulbenia pseudomasci Thaxt. 1899
- Laboulbenia rougetii Mont. & C.P. Robin 1853
- Laboulbenia slackensis Cépède & F. Picard 1907
- Laboulbenia sphaerii Santam. 1993
- Laboulbenia stilicicola Speg. 1914
- Laboulbenia tenera T. Majewski 1994
- Laboulbenia thaxteri Cépède & F. Picard 1909
- Laboulbenia uncinata Thaxt. 1899
- Laboulbenia vulgaris Peyr. 1873